# Тэндзи (нэнго)
Тэндзи (яп. 天治 тэндзи) — девиз правления (нэнго) японского императора Сутоку, использовавшийся с 1124 по 1126 год .

## Продолжительность
Начало и конец эры:
- 3-й день 4-й луны 5-го года Хоан (по юлианскому календарю — 18 мая 1124);
- 22-й день 1-й луны 3-го года Тэндзи (по юлианскому календарю — 15 февраля 1126).

## Происхождение
Название нэнго было заимствовано из классического древнекитайского сочинения «И Вэй» (кит. трад. 易緯, пиньинь Yì wěi):「帝者徳配天地、天子者継天治物」.

## События
- 1124 год (2-я луна 1-го года Тэндзи) — дайдзё тэнно Хорикава и Тоба отправились пышным кортежем за пределы столицы наслаждаться созерцанием цветов. Их сопровождали Тайкэн-мон Ин (в девичестве Фудзивара-но Сёси), супруга Тоба и мать Сутоку, придворные дамы и благородные мужи в охотничьей одежде. За ними следовала карета Фудзивары-но Тадамити в сопровождении групп музыкантов и певиц, которые должны были петь для императоров[6];
- 1124 год (10-я луна 1-го года Тэндзи) — Хорикава побывал на горе Коя-сан[6];
- 1125 год (10-я луна 2-го года Тэндз) — император посетил храмы Ивасимидзу и Камо; потом он отметил визитом святыни Хирано (яп. 平野神社), Охарано (яп. 大原野神社), Мацуноо (яп. 松尾大社), Китано Тэмман-гу (яп. 北野天満宮), Ясака и ряд других;

## Сравнительная таблица
Ниже представлена таблица соответствия японского традиционного и европейского летосчисления. В скобках к номеру года японской эры указано название соответствующего года из 60-летнего цикла китайской системы гань-чжи. Японские месяцы традиционно названы лунами.
| 1-й год Тэндзи (Деревянный Дракон) | 1-я луна*      | 2-я луна   | 2-я луна* (високосная) | 3-я луна  | 4-я луна* | 5-я луна* | 6-я луна  | 7-я луна*  | 8-я луна*   | 9-я луна   | 10-я луна              | 11-я луна  | 12-я луна*     |
| ---------------------------------- | -------------- | ---------- | ---------------------- | --------- | --------- | --------- | --------- | ---------- | ----------- | ---------- | ---------------------- | ---------- | -------------- |
| Юлианский календарь                | 19 января 1124 | 17 февраля | 18 марта               | 16 апреля | 16 мая    | 14 июня   | 13 июля   | 12 августа | 10 сентября | 9 октября  | 8 ноября               | 8 декабря  | 7 января 1125  |
| 2-й год Тэндзи (Деревянная Змея)   | 1-я луна       | 2-я луна   | 3-я луна*              | 4-я луна  | 5-я луна* | 6-я луна* | 7-я луна  | 8-я луна*  | 9-я луна*   | 10-я луна  | 11-я луна              | 12-я луна* |                |
| Юлианский календарь                | 5 февраля 1125 | 7 марта    | 6 апреля               | 5 мая     | 4 июня    | 3 июля    | 1 августа | 31 августа | 29 сентября | 28 октября | 27 ноября              | 27 декабря |                |
| 3-й год Тэндзи (Огненная Лошадь)   | 1-я луна       | 2-я луна   | 3-я луна               | 4-я луна* | 5-я луна  | 6-я луна* | 7-я луна* | 8-я луна   | 9-я луна*   | 10-я луна* | 10-я луна (високосная) | 11-я луна  | 12-я луна*     |
| Юлианский календарь                | 25 января 1126 | 24 февраля | 26 марта               | 25 апреля | 24 мая    | 23 июня   | 22 июля   | 20 августа | 19 сентября | 18 октября | 16 ноября              | 16 декабря | 15 января 1127 |

* звёздочкой отмечены короткие месяцы (луны) продолжительностью 29 дней. Остальные месяцы длятся 30 дней.